# هالة مساعد
هالة مساعد، من مواليد 1979، لاعبة كرة يد تونسية. وتلعب ضمن فريق A.S.E. Ariana _A.S.E.  إريانا_ والفريق الوطني التونسي.
شاركت في بطولة العالم لكرة اليد للسيدات عام 2009 بالصين، حيث احتلت تونس المركز الرابع عشر. 

## مواضيع ذات صلة
منتخب تونس لكرة اليد للسيدات